# Aeropuerto Internacional Sierra Maestra
El Aeropuerto Internacional Sierra Maestra (IATA: MZO, OACI: MUMZ) es un aeropuerto regional que sirve a la ciudad de Manzanillo, Provincia de Granma, Cuba.

## Descripción
El aeropuerto Sierra Maestra es un aeropuerto internacional de pequeño tamaño ubicado a 12 km (7 millas) de la ciudad de Manzanillo, en la provincia sureste de Granma, Cuba.
Sirve a la ciudad de Manzanillo y es una puerta de entrada a la Sierra Maestra (la cordillera más grande de Cuba) donde se encuentran tres grandes parques nacionales: Gran Parque Nacional Sierra Maestra, Parque Nacional de Turquino y Parque Nacional Desembarco Del Granma. Sirve también a la costa sur de la provincia de Granma, donde se encuentra el único resort todo incluido de esta provincia, el Club Amigo Marea del Portillo, ubicado cerca del pequeño pueblo de Marea del Portillo, cerca de Pilón.
El aeropuerto tiene una terminal y maneja vuelos nacionales e internacionales que provienen principalmente de Canadá. Para poder hacer frente a más tráfico y aviones de diferentes tipos, el aeropuerto ha sido completamente remodelado. El programa de expansión del aeropuerto incluyó alargar la pista de 2.400 a 3.000 metros y una segunda capa de asfalto. También adquirieron nuevas escaleras móviles, equipos de manejo de equipaje y otros equipos esenciales para que una terminal moderna del aeropuerto brinde servicios rápidos y confiables a sus pasajeros; así como la instalación de instalaciones modernas de navegación aérea y control de tráfico aéreo, y la capacitación del personal para cumplir con los estándares de la Organización de Aviación Civil Internacional.
No hay pasarelas de acceso a aeronaves, las escaleras móviles se utilizan para embarcar y desembarcar pasajeros en el asfalto.

## Instalaciones

### Área de llegadas
- Inmigración / Aduanas
- Recogida de equipaje
- Baños
- Cabina de cambio de divisas
- Teléfonos públicos (nacionales e internacionales)
- Vendedor de refrescos fuera de la terminal

### Área de salidas (área pública)
- Mostradores de facturación
- Baños
- Inmigración / Control de Pasaportes
- Cabina de cambio de divisas
- Restaurantes y tiendas

### Área de salidas
- Salón público (asientos con reposabrazos)
- Sala VIP (20 CUC, incluye: registro exprés, asientos cómodos, barra libre y bocadillos, TV, periódicos)
- Baños
- Teléfonos públicos (nacionales e internacionales)
- Restaurantes y tiendas
- Vendedor de refrescos fuera de la terminal
- Snack bar
- Tienda de recuerdos

## Aerolíneas y destinos
| Aerolíneas       | Destinos                                      |
| ---------------- | --------------------------------------------- |
| Sunwing Airlines | Estacional: Montreal–Trudeau, Toronto–Pearson |

## Transporte terrestre
Estas son las opciones de transporte terrestre disponibles en el Aeropuerto Internacional Sierra Maestra (MZO) de Manzanillo en Cuba:

### Shuttle
La mayoría de los turistas que llegan a Manzanillo de Cuba por vía aérea ya tienen los traslados previamente organizados por un operador turístico e incluidos en su paquete de vacaciones. Si es su caso, cuando salga de la terminal será recibido por su representante de Tour Operador, quien le mostrará qué autobús de traslado abordará para el traslado a su hotel.

### Taxi
Los taxis están disponibles en frente del edificio de la terminal, siempre acuerde la tarifa primero. Un viaje en taxi desde el aeropuerto de Manzanillo al centro de Manzanillo cuesta aproximadamente 6 CUC.

### Autobuses públicos
No hay estación de autobuses VIAZUL en el aeropuerto de Manzanillo o en la ciudad de Manzanillo de Cuba.